# Hirschhorn/Pfalz
Pour les articles homonymes, voir Hirschhorn.
Hirschhorn/Pfalz est une municipalité de la Verbandsgemeinde Otterbach, dans l'arrondissement de Kaiserslautern, en Rhénanie-Palatinat, dans l'ouest de l'Allemagne.

## Références

Localisation de Hirschhorn dans la Verbandsgemeide et dans l'arrondissement